# Netzwerk-Scheduler
Ein Netzwerk-Scheduler (vgl. englisch scheduling bzw. Zeitablaufsteuerung) oder auch Paket-Scheduler ist eine Arbitrationslogik, die die Reihenfolge von Datenpaketen in einem Puffer der Art einer Warteschlange (engl. Queue [kju]) regelt. Für die verschiedenen Betriebssysteme bzw. Kernel sind verschiedene Netzwerk-Scheduler verfügbar, für die dann mehr oder weniger Implementationen von vorhandenen Netzwerk-Scheduling-Algorithmen verfügbar sind.

## Implementationen
Für den Linux-Kernel ist zurzeit ein Netzwerk-Scheduler verfügbar, dieser ist integraler Teil des Linux-Netzwerk-Stacks, arbeitet auf Schicht 2 des OSI-Modells, also mit Ethernet Frames und verwaltet die Ein- und Ausgangspuffer sämtlicher Netzwerkkarten. Mit ifconfig oder ip lässt sich die Puffergröße txqueuelen (deutsch: Sendewarteschlangenlänge) /rxqueuelen in Anzahl an Ethernet frames (unabhängig ihrer Größe) für jedes Gerät einstellen. Der Netzwerk-Scheduler verwaltet nicht den Ringpuffer oder irgendwelche anderen Puffer.
Ein weiterer Netzwerk-Scheduler befindet sich in der Planungsphase und ist Teil von Netfilter.

## Funktionsweise
Der jeweils geladene Netzwerk-Scheduler-Algorithmus und die eingestellten Parameter bestimmen auf welche Art und Weise der Netzwerk-Scheduler den Warteschlangenpuffer verwaltet.

## Netzwerk-Scheduler-Algorithmen
Im Laufe der Zeit wurden etliche Netzwerk-Scheduler-Algorithmen (engl. Queueing Discipline [kjuing disiplin] oder Queueing Algorithm) entwickelt. Man kann ganz grob zwischen Leaky-Bucket-Algorithmen und Token-Bucket-Algorithmen unterscheiden, anhand der Einstellmöglichkeiten zwischen klassenbasierten und klassenlosen Algorithmen. Des Weiteren kann man verschiedene Algorithmen zur selben Art zählen, so sind z. B. CHOKe, ARED, GRED and WRED alles RED-Varianten.
- FQ (Fair-Queuing)
- WFQ (Weighted-Fair-Queuing)
- Taildrop-Algorithmus

Etliche Netzwerk-Scheduler-Algorithmen sind als Linux-Kernel-Module realisiert und sind frei verfügbar:
- CBQ (Class-Based Queueing) discipline
- CHOKe (CHOose and Keep for responsive flows, CHOose and Kill for unresponsive flows) ist eine RED-Variante
- CoDel (Controlled Delay) und Fair/Flow Queue CoDel
- DRR (Deficit Round Robin) und DWRR
- HSFC (Hierarchical Fair Service Curve)
- NETEM Network emulator
- HTB (Hierarchy Token Bucket)
- QFQ (Quick Fair Queueing) Scheduler
- RED (Random early detection) sowie ARED, GRED, RRED und WRED
- SFB (Stochastic Fair Blue) sowie Resilient SFB
- SFQ (Stochastic Fairness Queueing)
- TBF (Token Bucket Filter)
- TEQL (Trivial Link Equalizer)

## Schlagwörter
Obwohl die Aufgabe des Netzwerk-Schedulers an sich sehr einfach zu verstehen ist, wurden im Laufe der Zeit sehr viele Schlagwörter zu dem Thema erfunden.
- Active Queue Management (AQM), Deutsch etwa aktive Warteschlangenverwaltung,
- Network Traffic Control: quasi ein Überbegriff, denn in der Tat soll der Netzwerkverkehr kontrolliert werden
- Traffic-Shaping: eine Form von AQM, die verfügbare Bandbreite wird künstlich aufgeteilt und jeweils begrenzt
- Link Sharing: wenn sich zwei oder mehr Parteien eine Leitung teilen, bietet es sich ein auf dem gemeinsamen Router den Netzwerk-Scheduler entsprechend einzurichten
- Traffic Prioritizing: eine Form von AQM, die Warteschlange wird verwaltet, indem ausgesuchte Datenpakete priorisiert werden
- TCP Turbo: ein Schlagwort, das hervorheben soll, dass durch entsprechendes AQM, eine Verlangsamung der TCP-Downloadrate verhindert wird
- Bandwidth Management: Verwaltung der verfügbaren Bandbreite